# 夢幻部落
《夢幻部落》是一部2002年發行的台灣電影，由鄭文堂編劇和執導，尤勞．尤幹、莫子儀、吳伊婷主演。本片曾獲得2001國片輔導金新台幣400萬元，並獲得第39屆金馬獎年度最佳臺灣電影、最佳原創電影音樂（不浪·尤幹），及第59屆義大利威尼斯國際影展國際影評人週最佳影片。本片前身為公視人生劇展《瓦旦的酒瓶》。

## 演員
- 尤勞．尤幹 飾 瓦旦
- 莫子儀 飾 小莫
- 吳伊婷 飾 萱萱
- 戴立忍 飾 舊書店老闆（客串）
- 李　烈 飾 女恩客（客串）

## 影展
- 2001年：優良電影劇本獎
- 2001年：國片輔導金複審補助
- 2002年：2002年金馬國際影展「台灣勢力」觀摩
- 2002年：第2屆台南南方影展【劇情類】
- 2002年：第40屆奧地利維也納影展
- 2002年：第7屆韓國釜山國際影展Special Program觀摩單元
- 2002年：第24屆法國南特三洲影展
- 2003年：第23屆美國西雅圖國際影展觀摩單元
- 2003年：第27屆香港國際電影節自主新潮觀摩單元
- 2003年：第22屆土耳其伊斯坦堡電影節
- 2003年：第16屆新加坡國際影展
- 2003年：第12屆澳洲布里斯本國際影展觀摩單元
- 2003年：第21屆美國舊金山亞美影展觀摩單元
- 2003年：第38屆捷克卡罗维发利电影节
- 2003年：第48屆亞太影展
- 2003年：第1屆泰國曼谷世界影展觀摩單元
- 2003年：第3屆義大利羅馬亞洲影展
- 2003年：國民戲院「這個夏天颱『台』風影展」

## 獎項
| 年份   | 頒獎典禮                                    | 獎項                 | 提名者       | 結果 |
| ------ | ------------------------------------------- | -------------------- | ------------ | ---- |
| 2002年 | 第59屆義大利威尼斯國際影展                  | 國際影評人週最佳影片 | 《夢幻部落》 | 獲獎 |
| 2002年 | 第39屆金馬獎                                | 年度最佳臺灣電影     | 《夢幻部落》 | 獲獎 |
| 2002年 | 第39屆金馬獎                                | 最佳原創電影音樂     | 不浪·尤幹    | 獲獎 |
| 2002年 | 第22屆美國夏威夷國際影展Golden Maile Awards | 最佳影片             | 《夢幻部落》 | 提名 |

## 外部連結
- 夢幻部落 - 臺灣電影網 Taiwan Cinema
- 原住民族新聞傳播與文化資料網: 夢幻部落 （页面存档备份，存于）
- 開眼電影網上《夢幻部落》的資料（繁體中文）
- 香港影庫上《夢幻部落》的資料（繁體中文）
- 豆瓣电影上《夢幻部落》的資料 （简体中文）
- 时光网上《夢幻部落》的資料（简体中文）
- AllMovie上《夢幻部落》的资料（英文）
- 互联网电影数据库（IMDb）上《夢幻部落》的资料（英文）